# گر توشاو
گر توشاو (عبری: גר תושב‎ , ترکیبی از گر به معنی بیگانه + توشاو به معنی مقیم. " بیگانه مقیم ") یک اصطلاح شرعی یهودی (هلاخایی) است که در یهودیت برای تعیین وضعیت حقوقی جنتیل (غیر یهودی) ساکن در سرزمین اسرائیل که مایل به تغییر دین نیست اما حاضرند قوانین هفت‌گانه نوح،که مجموعه ای ازقوانین است که طبق تلمود، توسط خداوند به عنوان مجموعه ای الزام‌آور از قوانین اخلاقی جهانی برای «پسران نوح» (یعنی تمام بشریت) داده شده‌است را رعایت کنند.
بنابراین، گر توشاو را معمولاً «جنتیلهای درستکار» می‌دانند (عبری: חסיד אומות העולם‎ ,"حسید اوموت هاعولم")،
و از مکانی در جهان آینده (بهشت در یهودیت) برخوردار هستند.

## تعریف
گر توشاو ("بیگانه مقیم") یک جنتیل (غیر یهودی) ساکن سرزمین اسرائیل است که می‌پذیرد از هفت قانون نوح پیروی کند.هفت قانون نوح که گر توشاو موافقت می‌کند که به آن ملحق شود در تلمود بابلی برشمرده شده‌است (Avodah Zarah 8:4, Sanhedrin 56a-b):>
1. بت نپرستید.[۱۰][۵][۶][۷]
2. خدا رو نفرین نکن.[۵][۱۰][۶][۷][۱۲][۱۳]
3. قتل نکن[۵][۱۰][۶][۷][۱۲][۱۳]
4. مرتکب زنا یا فسق جنسی نشوید.[۵][۱۰][۶][۷][۱۲][۱۳]
5. دزدی نکن.[۵][۱۰][۶][۷][۱۲][۱۳]
6. گوشت پاره شده از حیوان زنده را نخورید.[۵][۱۰][۶][۷][۱۲][۱۳]
7. تشکیل دادگاه عدل.[۵][۱۰][۶][۷][۱۲][۱۳][۱۴]

دایرةالمعارف تالمودیت، ویرایش شده توسط خاخام شلومو یوسف زوین، بیان می‌کند که پس از ارائه تورات، قوم یهود دیگر در زمره پسران نوح قرار نگرفتند. با این حال، ابن میمون (مشنه تورات، هلخوت ملاخیم ۹: ۱) نشان می‌دهد که هفت فرمان نیز بخشی از تورات هستند، و تلمود بابلی (سنهدرین 59a، همچنین نگاه کنید به Tosafot ad. loc.) بیان می‌کند که یهودیان به همه موارد آن با تفاوت کمی در جزئیات مکلف هستند. طبق دایرةالمعارف تلمودیت، اکثر مقامات یهودی قرون وسطی معتقد بودند که همه هفت فرمان به آدم در ابتدای خلقت داده شده‌است، اگرچه ابن میمون (میشنه تورات، هلخوت ملاخیم ۹: ۱) معتقد بود قانون غذایی به نوح داده شده‌است.
اصطلاح گر توشاو ممکن است به معنای رسمی یا غیررسمی استفاده شود. در معنای رسمی، گر توشاو غیریهودی است که هفت قانون نوح را رسماً در حضور سه هابریم (مرد صاحب قدرت)، یا طبق سنت خاخام، در نزد بت دین، می‌پذیرد. دادگاه خاخام‌های یهودی) در تلمود دو نظر متفاوت دیگر وجود دارد (Avodah Zarah, 64b) دربارهٔ آنچه که گر توشاو بر خود می‌پذیرد:
1. پرهیز از اعمال بت پرستانه از هر نوعی (به تفصیل در خروج 20:2–4 و تثنیه 5:6–8).[۱]# رعایت تمام ۶۱۳ فرمان در شمارش خاخام‌ها،[۱] به جز ممنوعیت خوردن حیوانات کوشر که با وسایلی غیر از ذبح آیینی مرده‌اند، یا احتمالاً[۹] هر ممنوعیتی که شامل کرث نمی‌شود.

عقیده پذیرفته شده این است که گر توشاو باید هفت قانون نوحی را در دادگاه حاخامی سه نفره بپذیرد. او از حمایت و امتیازات قانونی خاصی از جامعه برخوردار خواهد شد، قوانین مربوط به روابط یهودی و غیریهودی اصلاح شده‌است، و موظف است در صورت نیاز به او کمک شود. محدودیت‌هایی که برای داشتن غیریهودی برای یک یهودی در روز شبات کار می‌کند، زمانی که غیریهودی گر توشاو باشد نیز بیشتر است.
در مفهوم غیررسمی، گر توشاو غیریهودی است که می‌پذیرد به تنهایی از هفت قانون نوحید پیروی کند، یا به‌طور متناوب، بت‌پرستی را رد می‌کند (مسئله اخیر به ویژه در مورد مسلمانان مطرح می‌شود). طبق سنت خاخام‌ها، غیریهودی که می‌پذیرد از هفت قانون نوحید پیروی کند، اگرچه قبل از بث دین نیست، هنوز به عنوان حسید اوموت‌ها عولام ("مردم پرهیزگار جهان") در نظر گرفته می‌شود،و رعایت قوانین هفتگانه نوح به او این امکان را می‌دهد که از مکانی در جهان آینده مطمئن شود. در میان مقامات هلاخایی بحث وجود دارد که آیا قوانین مربوط به گر توشاو در مورد غیررسمی اعمال می‌شود یا خیر.
رویه رسمیت شناختن وضعیت حقوقی گر توشاو از زمان پایان سال یوبیل با تخریب دومین معبد اورشلیم متوقف شده‌است. از این رو، امروزه هیچ گریم توشویم (جمع گر توشاو) رسمی موجود نیست. با این حال، می‌توان استدلال کرد که مقدار زیادی از آن‌ها «غیررسمی» هستند، به ویژه از آنجایی که ممکن است حتی زمانی که سال یوبیلی رعایت نشده‌است، یک درستکار ملتها بود.

## دوران مدرن و دیدگاه‌ها
مناخم مندل اشنیرسون، رهبر سابق جنبش خبد، پیروان خود را در موارد متعدد تشویق کرد تا هفت قانون نوح را موعظه کنند، و برخی از سخنان خود را به نکات ظریف این رمز اختصاص داد. از دهه ۱۹۹۰، خاخام‌های یهودی ارتدوکس از اسرائیل، به ویژه آنهایی که به چاباد-لوباویچ و سازمان‌های مذهبی صهیونیستی وابسته بودند،از جمله موسسه معبد، راه اندازی کردند. جنبش نوحی مدرن این سازمان‌های نوحی، که توسط خاخام‌های مذهبی صهیونیست و ارتدوکس رهبری می‌شوند، غیریهودیان را هدف قرار داده‌اند تا در میان آنها تبلیغ کنند و آنها را به پیروی از قوانین نوح متعهد کنند. با این حال، این خاخام‌های مذهبی صهیونیست و ارتدوکس که جنبش نوحی مدرن را هدایت می‌کنند، که اغلب به جنبش معبد سوم وابسته هستند، یک ایدئولوژی نژادپرستانه و برتری طلبانه را بیان می‌کنند که شامل این اعتقاد است که مردم یهودی ملت برگزیده خدا و از نظر نژادی برتر از غیریهودیان، و مربی نوحیان هستند، زیرا آنها معتقدند که عصر مسیحا با بازسازی معبد سوم در کوه معبد در اورشلیم آغاز خواهد شد. این زمان همراه خواهد بود با کاهنین یهودی همراه با انجام قربانی‌های آیینی و ایجاد حکومت دینی یهودی در اسرائیل که توسط جوامع نوحی حمایت می‌شد. دیوید نواک، استاد الهیات و اخلاق یهودی در دانشگاه تورنتو، جنبش نوحی مدرن را با بیان این که «اگر یهودیان به غیریهودیان می‌گویند چه کنند، این نوعی امپریالیسم است» را محکوم کرده‌است.
طبق مطالعه فیلسوف و پروفسور یهودی مناخیم کلنر در مورد متون ابن میمون (۱۹۹۱)، یک گر توشاو می‌تواند مرحله ای انتقالی در مسیر تبدیل شدن به یک «گر زدیک (بیگانه درستکار)» باشد (عبری: גר צדק‎) یعنی یک گرویده کامل به یهودیت. او حدس می‌زند که طبق گفتهٔ ابن میمون، تنها یک گر زدیک کامل در دوران مسیحا یافت می‌شود. علاوه بر این، کلنر این فرض را در یهودیت ارتدکس که «یک شکاف هستی شناختی بین یهودیان و غیریهودیان» وجود دارد، انتقاد می‌کند، که به عقیده او برخلاف آنچه ابن میمون فکر می‌کرد که یهودیان و غیریهودیان دارای تفاوت ذاتی هستند، تورات بیان می‌کند که هر دو در تصویر خدا آفریده شده‌اند. به گفته مناخم مندل اشنیرسون، وضعیت گر توشاو، حتی در عصر مسیحا، همچنان وجود خواهد داشت. این بر اساس بیانیه حلخوت ملاخیم ۱۲: ۵ است که روشن کرد. «تمام جهان (کل هاعولام) چیزی جز شناختن خدا نخواهد بود.» او اظهار می‌دارد که کل هاعولم به معنای ساده اش شامل غیریهودیان نیز می‌شود. او به عنوان دلیل، به ۱۱:۴ اشاره می‌کند که به دوران مسیحا می‌پردازد، و اصطلاح مشابه ha'olam kulo، «جهان در تمامیت آن» به غیریهودیان اشاره دارد. در ادامه متن در حلخوت ملاخیم ۱۲: ۵، ابن میمون با استفاده از اصطلاح اسرائیل موضوع را به یهودیان تغییر می‌دهد و توضیح می‌دهد که «بنابراین یهودیان حکیمان بزرگی خواهند بود و امور پنهان را می‌شناسند و به دانش خالق خود پی می‌برند. با توجه به گستره کامل توانایی بشر»، که نشان می‌دهد یهودیان و غیریهودیان در زمان مسیحا همزیستی خواهند داشت.
در هر صورت، حتی زمانی که یک پادشاه یهودی و یک سنهدرین وجود دارد، و تمام دوازده قبیله در سرزمین اسرائیل زندگی می‌کنند، قانون یهود اجازه نمی‌دهد که کسی برخلاف میل او مجبور به تغییر مذهب شود و تبدیل به یک گر زدیک شود.